# Khonsa
Khonsa (anche Khela o Horu Khunma) è una suddivisione dell'India, classificata come census town, capoluogo del distretto di Tirap, nello stato federato dell'Arunachal Pradesh. In base al numero di abitanti la città rientra nella classe V (da 5.000 a 9.999 persone).

## Geografia fisica
La città è situata a 27° 1' 0 N e 95° 34' 0 E e ha un'altitudine di 1.214 m s.l.m..

## Società

### Evoluzione demografica
Al censimento del 2011 la popolazione di Khonsa assommava a 9.928 persone, delle quali 5.768 maschi e 4.160 femmine. I bambini di età inferiore o uguale ai sei anni assommavano a 1.119.